# Walking in the Air
"Walking in the Air" là bài hát được viết cho một bộ phim hoạt hình "The Snowman". Bộ phim được sản xuất năm 1982 cho trẻ em cùng tên của tác giả Raymond Briggs.